# Sicherheitstor
Ein Sicherheitstor ist ein Bauwerk zum sicheren Verschließen eines Schifffahrtskanals im Bereich einer Dammstrecke oder einer Kanalbrücke, also von Teilstrecken, in denen der Wasserspiegel über dem umgebenden Gelände liegt. Durch Herunterfahren eines dem Kanalbett angepassten stählernen Verschlusskörpers wird bei Schäden (z. B. Dammbruch) das Auslaufen einer gesamten Kanalhaltung verhindert und das Überfluten des umliegenden Geländes gemindert. Es gibt Sicherheitstore, die sich automatisch schließen, sobald der Kanalwasserspiegel um ein bestimmtes Maß abgesunken ist.

Sicherheitstore können auch der Trockenlegung von Kanalstrecken dienen, z. B. für Inspektionen oder zur Schadensbeseitigung an der Dichtung des Kanalbetts.

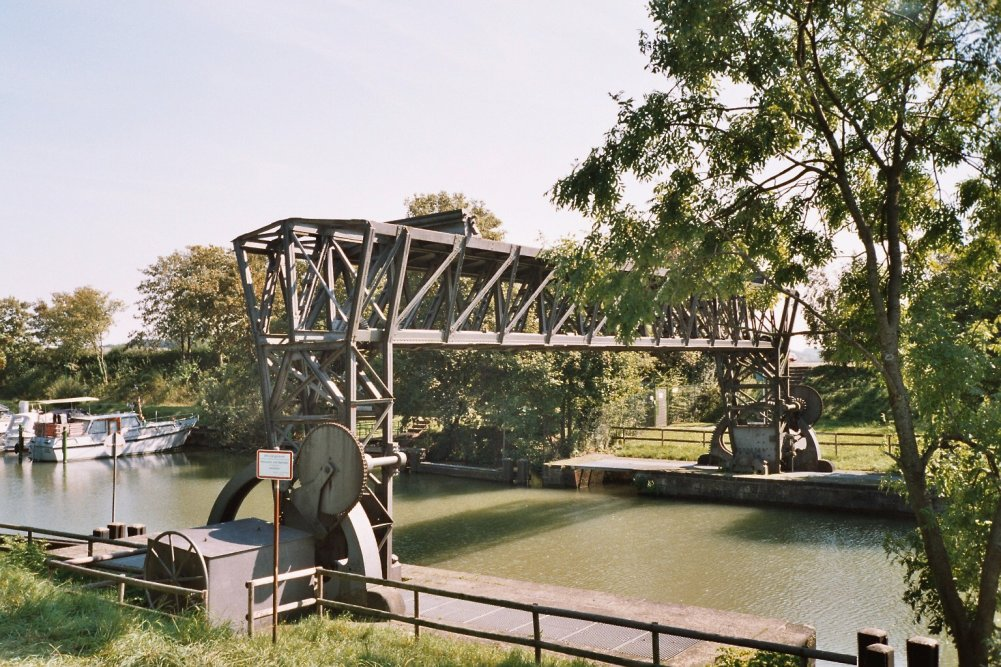
Sicherheitstor in der Alten Fahrt Olfen des Dortmund-Ems-Kanals
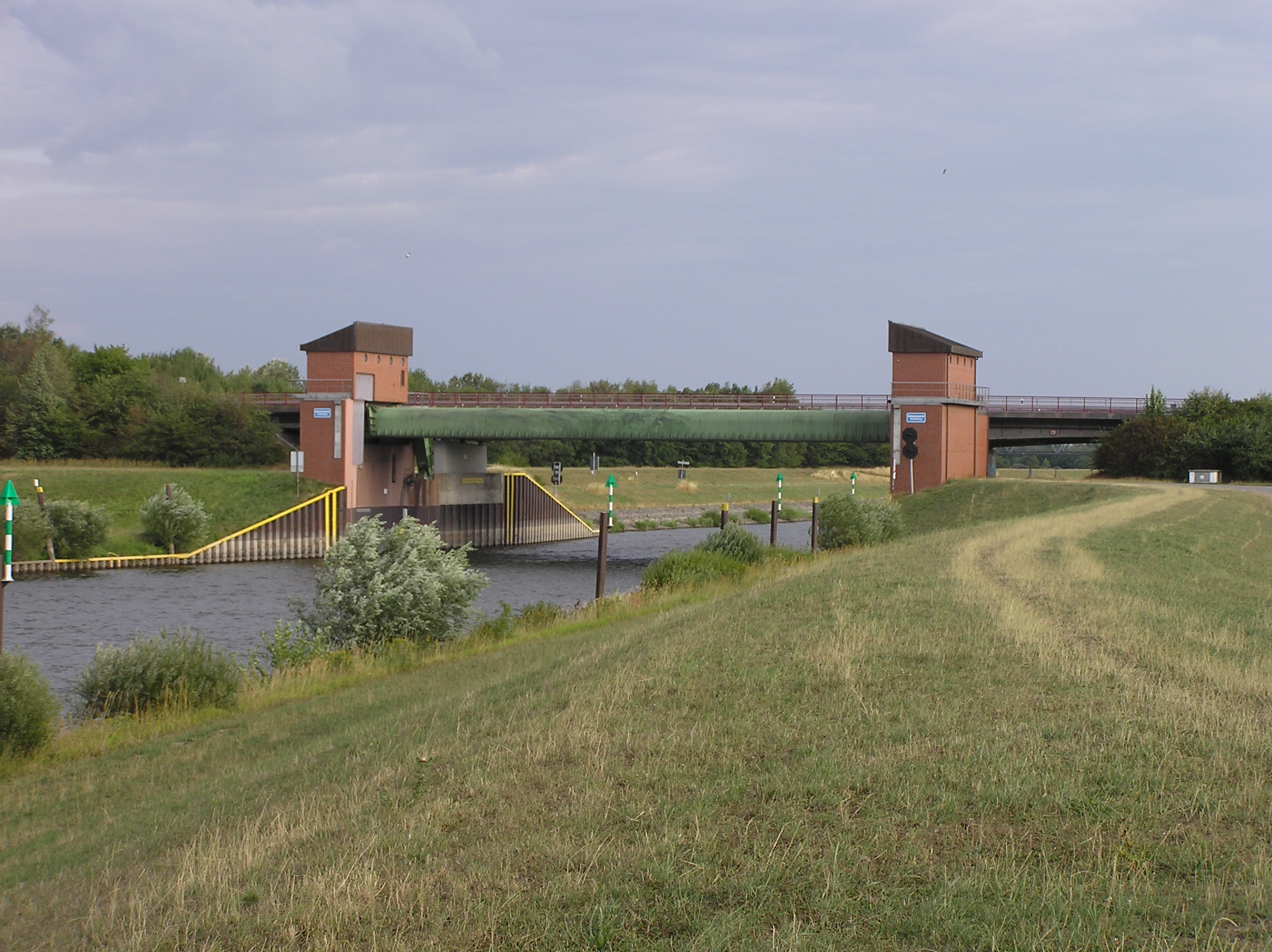
Sicherheitstor im Elbe-Seitenkanal bei Artlenburg
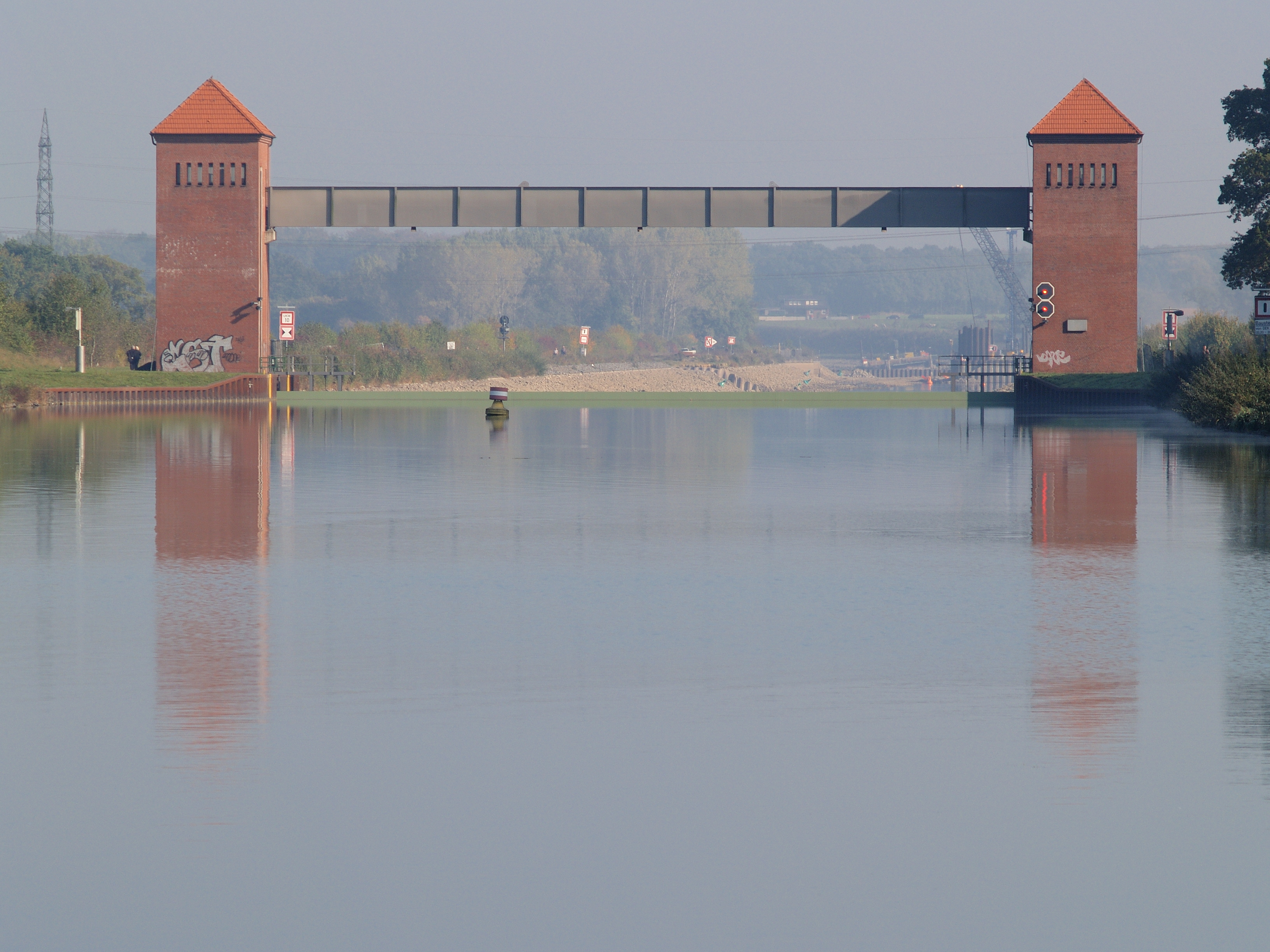
Sicherheitstor im Dortmund-Ems-Kanal bei Datteln
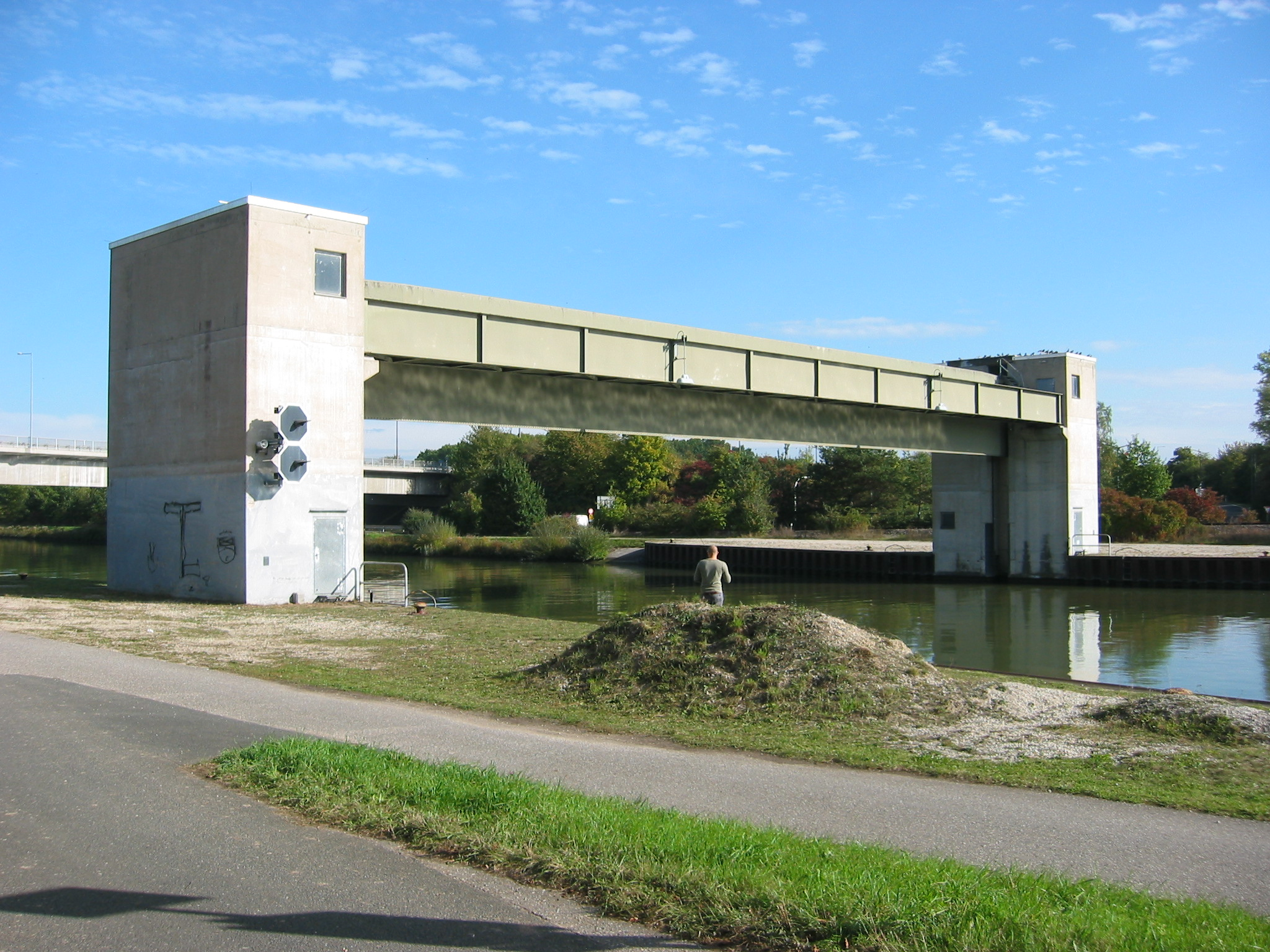
Sicherheitstor im Main-Donau-Kanal bei Fürth
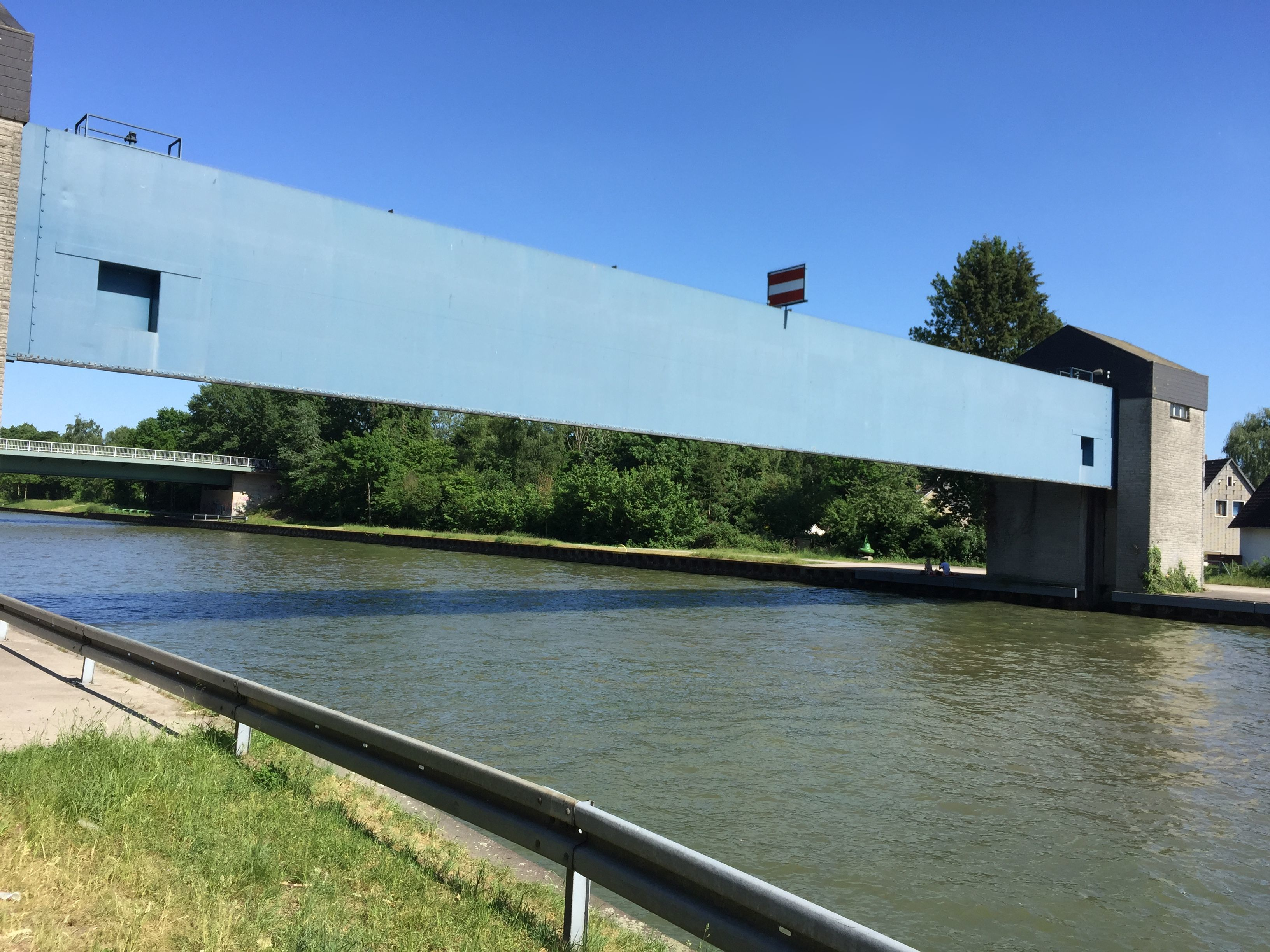
Sicherheitstor im Mittellandkanal bei Havelse
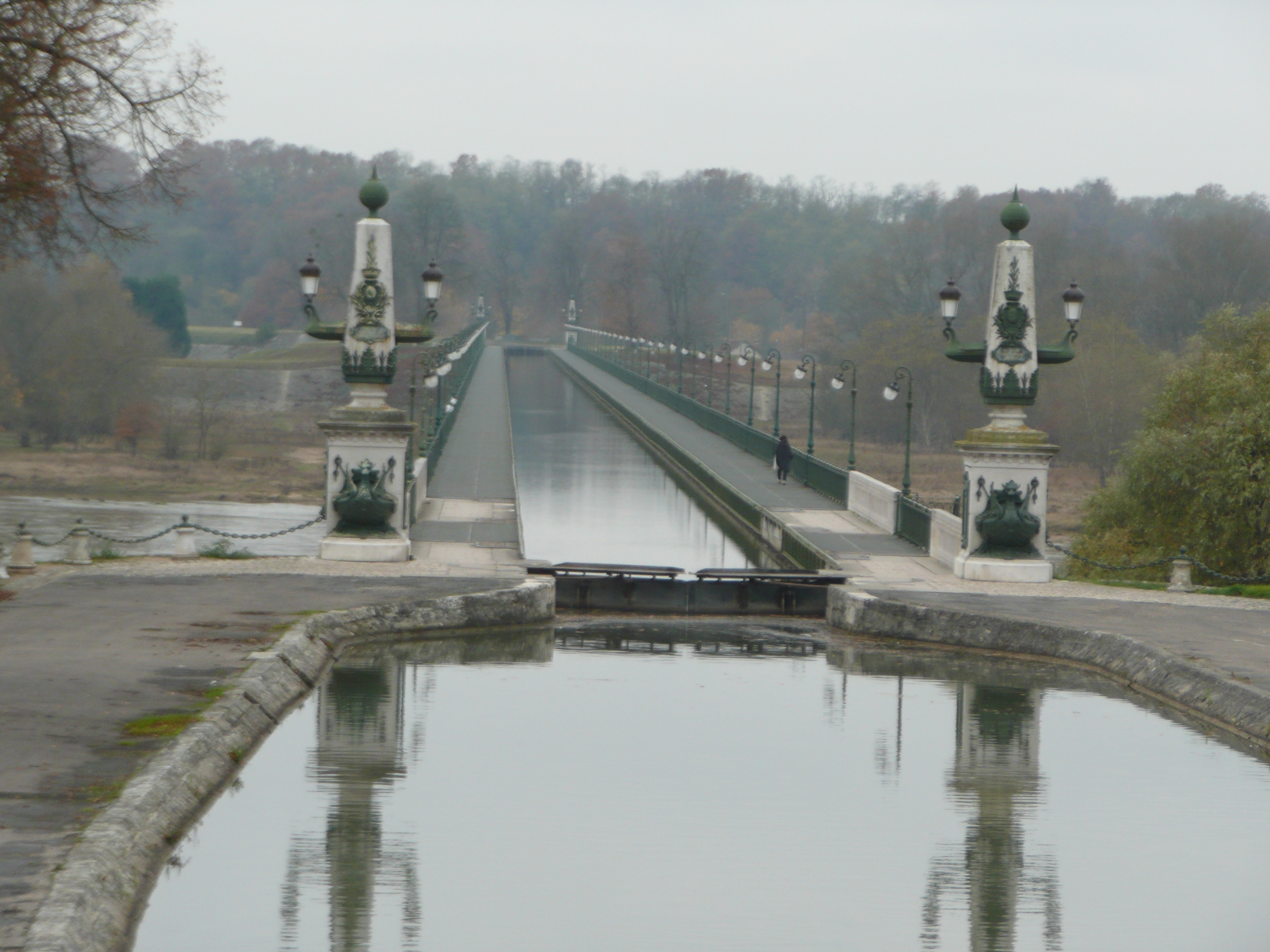
Kanalbrücke Briare mit geschlossenen Sicherheitstoren